# Joris van Schooten

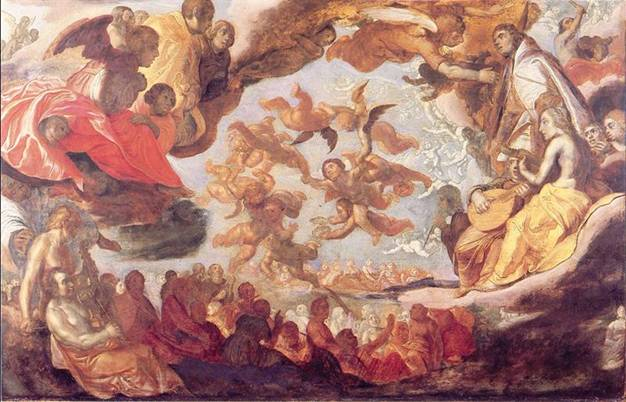
Corona di vita, chiesa luterana di Leida.

Joris van Schooten (Leida, 1587 – 1651) è stato un pittore olandese del secolo d'oro e zio del matematico Frans van Schooten.

## Biografia

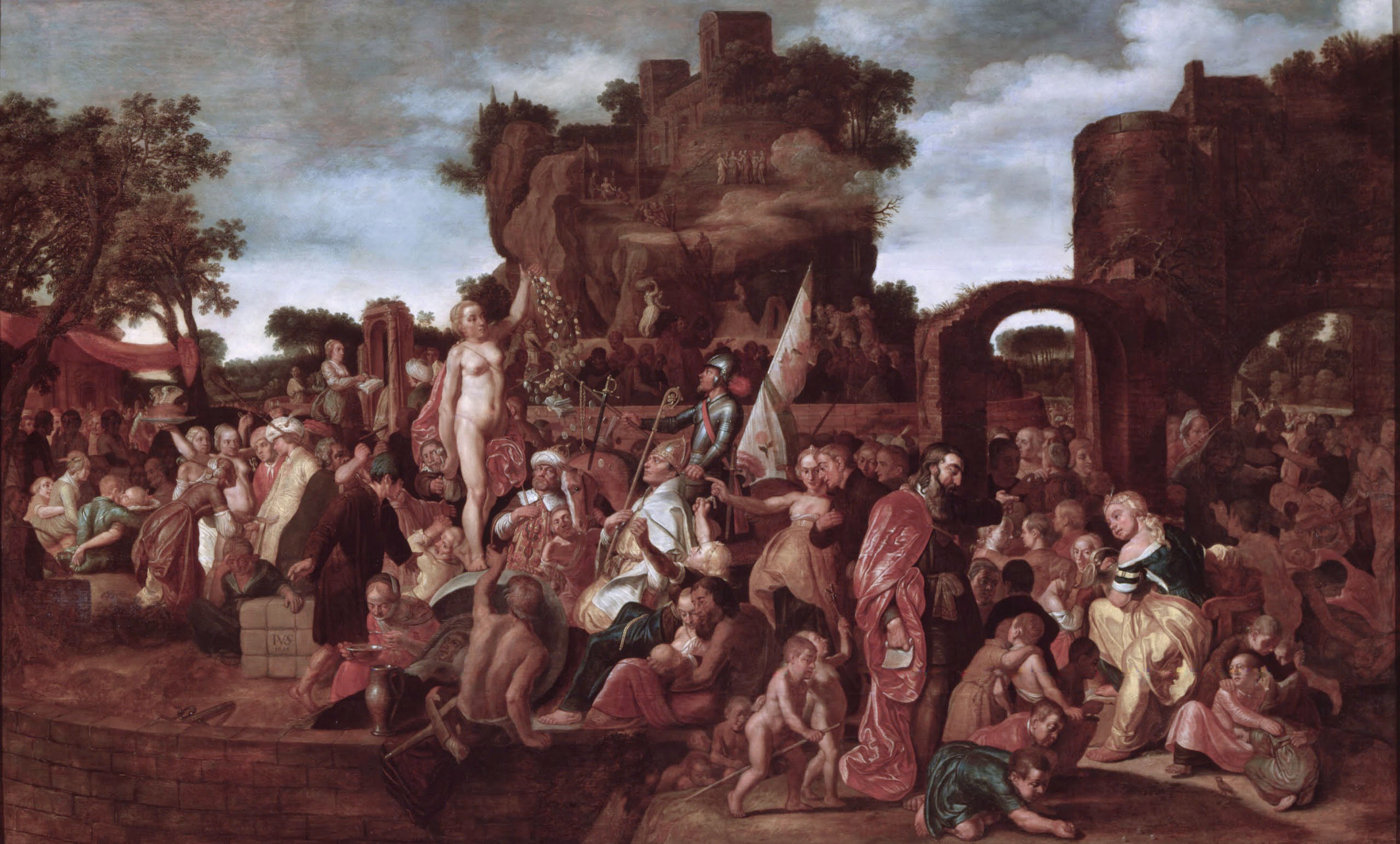
Allegoria della follia di un uomo, 1607

Secondo Arnold Houbraken nacque a Leida con un talento per il disegno, e i suoi insegnanti rimasero sconvolti dal fatto che disegnasse animali su tutto ciò che gli veniva dato. A 17 anni divenne apprendista di Coenraad van der Maas, un buon ritrattista, e vi rimase per tre anni, durante I quali divenne abbastanza bravo da iniziare da solo. A Delft venne fortemente influenzato dalla scuola di Michiel van Mierevelt. Dopo aver imparato abbastanza da avviare il proprio laboratorio, decise di recarsi in Italia, ma i suoi genitori lo fecero sposare con Marijtgen Bouwens van Leeuwen, e così interruppe i suoi piani di viaggio e tornò a Leida. Fu un pittore di successo rispettato dalla comunità. Entrò a far parte della Corporazione di San Luca di Leida fu tra i componenti di un gruppo che inviò una petizione ai padri della città, nel 1609, per una nuova e più protettiva carta della corporazione. La richiesta venne respinta e loro tentarono di nuovo nel 1610, ma questa volta si videro respingere la richiesta.
Ottenne commissioni di ritratto molto vantaggiose dalla schutterij di Leida nel 1626 e dipinse un pezzo storico per il municipio di Leida dove il sindaco van der Werff offriva la sua spada al popolo affamato con il discorso: Se vi aiuterà, tagliate il mio corpo a pezzi e distribuitelo tra di voi - questo mi consolerà. Ottenne anche una commissione dalla Chiesa luterana, nel 1640, per una serie di dipinti sulla vita dell'uomo.
Secondo l'RKD, era figlio di un immigrato fiammingo a Leida che fu registrato come allievo di  Evert van der Maes a L'Aia, nel 1604 per tre anni, e sposò Marijtgen, che proveniva da Oegstgeest, il 17 maggio 1617 a Leida. Fu insegnante, non allievo, di Coenraed van der Maes van Avenrode (probabilmente un membro della famiglia di Evert), ed anche dei pittori Jan Lievens e Abraham van den Tempel. Secondo Simon van Leeuwen fu anche insegnante di Rembrandt.
I suoi dipinti nella chiesa luterana e nel municipio di Leida sono ancora appesi dove erano stati posizionati..
Non si sa se fosse imparentato con il suo contemporaneo con lo stesso cognome, il pittore di nature morte, nato ad Amsterdam, Floris van Schooten.